# Muhammad Natsir
Muhammad Natsir (Alahan Panjang (West-Sumatra), 17 juli 1908 - Jakarta, 14 maart 1993) was een Indonesisch politicus en moslimleider. Hij wordt beschouwd als een invloedrijk 20e-eeuws Indonesisch denker. Hij was de vijfde minister-president van Indonesië en leidde in die hoedanigheid het kabinet-Natsir. Hij was oprichter van de Masjoemi (Masyumi), een islamitische politieke partij en vertegenwoordigde daarbinnen de orthodoxe richting.
Natsir werd geboren in Alahan Panjang, op West-Sumatra. Zijn vader was ambtenaar bij het koloniaal bestuur en zijn grootvader was ulama (islamitisch schriftgeleerde). Etnisch stamde hij af van de Minangkabau. Hij begon zijn opleiding met zowel islamitisch onderwijs in de Pesantren als met westers onderwijs op de (MULO). In zijn studententijd in Bandung sloot hij zich aan bij de Persatuan Islam.
In de jaren 30 was hij de tegenspeler van de missionaris Jan ten Berge S.J. , tegen wie hij op grond van het 'haatzaai-artikel' een proces aanspande naar aanleiding van een door Natsir en de zijnen beledigend geacht artikel over de profeet Mohammed. Doorgaans werden op grond van het 'haatzaai-artikel' Indonesische nationalisten de mond gesnoerd. Het kwam in het proces niet tot een veroordeling.
Van 1946 tot 1949 was Mohammad Natsir twee perioden minister van informatie in de Indonesische regering die zich onafhankelijk had verklaard van Nederland. Hij had die ministerspost eerst in de kabinetten Sjahrir I, II en III en later weer in het Hatta I. Op 5 september 1950 werd Natsir door president Soekarno benoemd tot minister-president van het kabinet-Natsir met daarin Masjoemi, de sociaaldemocratische PSI, waarin overigens niet Sjahrir maar technocraten beeldbepalend waren. Natsir was in deze regering ook enkele maanden ad-interim minister van defensie. Er was in deze regering een bescheiden plaats voor Sarekat Islam. Ook sultan Hamengkoeboewono IX trad tot deze regering toe. Het kabinet Natsir struikelde na zes maanden, op 26 april 1951, over een kleine kwestie, maar de eigenlijke reden was dat Soekarno het niet met de steile moslim Natsir kon vinden. 
In de nadagen van president Soekarno was er sprake van oplopende spanningen tussen de communistische PKI, het leger en de moslims. Natsir steunde het gewapende verzet van de naar een federale staat strevende rebellen op Sumatra, die gemene zaak maakten met de Darul Islam. Toen dat verzet door het Indonesische leger gebroken was, werd Natsir gevangengezet. Hij bleef in detentie van 1961 tot 1965. In 1966 richtte hij de Dewan Dakwah Islamiyah Indonesia op. Natsir overleed op 14 maart 1993.
In 2008 werd hij geëerd met de titel Nationale held van Indonesië